# Te Busqué
«Te Busqué» (укр. «У пошуках тебе») — четвертий сингл канадсько-португальської співачки Неллі Фуртаду з альбому «Loose». Випущений 20 липня 2006 року лейблом Geffen.

## Список композицій
Itunes EP
1. «Te Busqué» — 3:38
2. «Te Busqué» (Full Spanish Version) — 3:39
3. «Runaway» — 4:16
4. «Say It Right» (Reggae Main Mix) — 4:00